# Sóc (lịch)
Sóc trong công tác lập lịch trong âm lịch theo kiểu lịch Việt Nam (đúng ra là âm-dương lịch), được hiểu là thời điểm xảy ra trăng mới theo múi giờ địa phương. Sóc là mốc để tính ngày đầu tiên của tháng âm lịch. Ngày đầu tiên của tháng âm lịch là ngày chứa điểm sóc, cho dù điểm sóc có thể xảy ra ở thời điểm 23 h 59 m 59 s (tính theo giờ địa phương) của ngày dương lịch. Tháng âm lịch sẽ kết thúc vào 23 h 59 m 59 s của ngày trước khi diễn ra sóc kế tiếp. Do chu kỳ quay của Mặt Trăng xung quanh Trái Đất trung bình là 29,5302 ngày (theo quan sát từ Trái Đất) nên một tháng âm lịch có thể có 29 hoặc 30 ngày (theo quy tắc làm tròn trên đây). Tháng nào có 30 ngày gọi là tháng đủ, còn tháng nào có 29 ngày gọi là tháng thiếu.